# Condado de Uribarren
El condado de Uribarren es un título nobiliario español creado el 31 de diciembre de 1867 por la reina Isabel II en favor de María Amada Batiz y Uribarren.

## Condes de Uribarren
|                        | Titular                            | Periodo                |
| Creación por Isabel II | Creación por Isabel II             | Creación por Isabel II |
| ---------------------- | ---------------------------------- | ---------------------- |
| I                      | María Amada Batiz y Uribarren      | 1867-1913              |
| II                     | José María de Uribarren y Batiz    | 1914-1930              |
| III                    | Joaquín Roncal y Gómez del Palacio | 1958-1970              |

## Armas
De azur. Bordura componada de doce piezas, seis de plata y seis de oro, alternadas.

Elenco de grandezas y títulos nobiliarios españoles (2001).

## Historia de los condes de Uribarren
- María Amada Batiz y Uribarren, I condesa de Uribarren.

El 28 de marzo de 1914 le sucedió su hijo:
- José María de Uribarren y Batiz, II conde de Uribarren.

El 28 de noviembre de 1958, tras solicitud cursada por Rafael Romero y Ferrer el 17 de abril de 1952 (BOE del día 23 del mismo mes), convocatoria del 17 de junio del mismo año (BOE del día 28 del mismo mes) para que tanto él como un segundo solicitante, Joaquín Roncal y Gómez del Palacio, pudiesen «alegar lo que crean convenir a sus respectivos derechos», y orden del 19 de julio de 1958 para que se expida la correspondiente carta de sucesión (BOE del 5 de agosto), sucedió:
- Joaquín Roncal y Gómez del Palacio, III conde de Uribarren.